# Georgij Ivanovič Narbut
Georgij (Jurij) Ivanovič Narbut (ukr. Георгій (Юрій) Іванович Нарбут); (Ukrajina, Narbutivka, 25. veljače 1886. - Ukrajina, Kijev, 23. ožujka 1920.); je ukrajinski umjetnik, slikar. Potječe iz ukrajinske plemićke obitelji s prostora srednjovjekovne Litve. Narbut je kao vrstan poznavalac ukrajinske povijesti oblikovao niz ukrajinskih državnih i regionalnih povijesnih grbova te ukrajinski novac grivnju pred kraj Prvog svjetskog rata. Nakon 1909. postao je član ugledne peterburške umjetničke organizacije «Svijet umjetnosti», a proglašenjem Ukrajinske Narodne Republike od 1917. preselio se u Kijev gdje je u teškim posljeratnim uvjetima umro od tifusa 1920. godine.  

## Biografija umjetnika
S dvadesetak godina Narbut je preselio na školovanje u Sankt Peterburg gdje je u krugu umjetnika ukrajinskog podrijetla usavršavao svoj slikarski talent između 1906. i 1917. godine. Posebno su ga podučavali umjetnici Ivan Bilibin i Mstislav Dobužinskij. Godine 1909. Narbut je nastavio svoj studij u Münchenu, u likovnoj školi Simona Hollósya. U razdoblju između 1910. i 1912. Narbut je postao ilustratorom bajki poznatih svjetskih pisaca poput Hansa Christiana Andersena, fabula Ivana Krilova i drugih folklornih bajki. U rujna 1917. Narbut je postao profesor i rektor Ukrajinske akademije umjetnosti u Kijevu te je aktivno potpomagao stvaranje neovisne ukrajinske države.

## Galerija radova
- Ukrajinski novac: 100 ukrajinskih grivnji (1918.)
- Umjetničko djelo na temu «Eneida», autora Ivana Kotljarevskog (20. st.)
- Ilustracija na temu «Pjesma o Rolandu» (1903.)
- Ukrajinska poštanska marka (1918.)

## Vanjske poveznice
- Biografija Georgija Ivanoviča Narbuta (ukr.)
- Galerija radova Georgija Ivanoviča Narbuta (rus.)  Arhivirana inačica izvorne stranice od 30. travnja 2012. (Wayback Machine)